# إيمان لحرش
إيمان لحرش مذيعة مغربية. عملت إيمان في الإذاعة في المغرب قبل الانتقال عام 2010 إلى قناة سكاي نيوز عربية.